# Lom Sak (huyện)
Lom Sak (tiếng Thái: หล่มสัก) là một huyện (amphoe) ở phía bắc của tỉnh Phetchabun, phía bắc Thái Lan.

## Lịch sử
Huyện này được chính thức thành lập dưới thời kỳ trị vì vua Nangklao (Rama III). Khi vua Rama V lập Monthon trong các đợt cải cách hành chính thesaphiban, Mueang Lom Sak thuộc Monthon Phetchabun. Sau đó mường này bị hạ xuống thành huyện của tỉnh Phetchabun. Năm 1916, huyện được đổi tên thành Wat Pa (วัดป่า). Tên của huyện được đổi lại Lom Sak ngày 11/11/1938.
Trong thập niên 1970, các đồi Lom Sak là căn cứ của du kích Đảng cộng sản Thái Lan.

## Địa lý
Các huyện giáp ranh (từ phía bắc theo chiều kim đồng hồ) là Lom Kao và Nam Nao của tỉnh Phetchabun, Khon San của Chaiyaphum, và Mueang Phetchabun và Khao Kho của Phetchabun.
Vườn quốc gia Nam Nao  và Vườn quốc gia Khao Kho nằm ở huyện này.

## Khí hậu
| Dữ liệu khí hậu của Lom Sak (1991–2020, extremes 1970-present)                                           | Dữ liệu khí hậu của Lom Sak (1991–2020, extremes 1970-present) | Dữ liệu khí hậu của Lom Sak (1991–2020, extremes 1970-present) | Dữ liệu khí hậu của Lom Sak (1991–2020, extremes 1970-present) | Dữ liệu khí hậu của Lom Sak (1991–2020, extremes 1970-present) | Dữ liệu khí hậu của Lom Sak (1991–2020, extremes 1970-present) | Dữ liệu khí hậu của Lom Sak (1991–2020, extremes 1970-present) | Dữ liệu khí hậu của Lom Sak (1991–2020, extremes 1970-present) | Dữ liệu khí hậu của Lom Sak (1991–2020, extremes 1970-present) | Dữ liệu khí hậu của Lom Sak (1991–2020, extremes 1970-present) | Dữ liệu khí hậu của Lom Sak (1991–2020, extremes 1970-present) | Dữ liệu khí hậu của Lom Sak (1991–2020, extremes 1970-present) | Dữ liệu khí hậu của Lom Sak (1991–2020, extremes 1970-present) | Dữ liệu khí hậu của Lom Sak (1991–2020, extremes 1970-present) |
| Tháng | 1                                                              | 2                                                              | 3                                                              | 4                                                              | 5                                                              | 6                                                              | 7                                                              | 8                                                              | 9                                                              | 10                                                             | 11                                                             | 12                                                             | Năm                                                            |
| --- | -------------------------------------------------------------- | -------------------------------------------------------------- | -------------------------------------------------------------- | -------------------------------------------------------------- | -------------------------------------------------------------- | -------------------------------------------------------------- | -------------------------------------------------------------- | -------------------------------------------------------------- | -------------------------------------------------------------- | -------------------------------------------------------------- | -------------------------------------------------------------- | -------------------------------------------------------------- | -------------------------------------------------------------- |
| Cao kỉ lục °C (°F)                                                                                       | 37.3 (99.1)                                                    | 38.8 (101.8)                                                   | 40.7 (105.3)                                                   | 42.3 (108.1)                                                   | 41.4 (106.5)                                                   | 39.7 (103.5)                                                   | 37.3 (99.1)                                                    | 37.0 (98.6)                                                    | 36.2 (97.2)                                                    | 36.3 (97.3)                                                    | 37.1 (98.8)                                                    | 36.3 (97.3)                                                    | 42.3 (108.1)                                                   |
| Trung bình ngày tối đa °C (°F)                                                                           | 32.3 (90.1)                                                    | 34.1 (93.4)                                                    | 36.0 (96.8)                                                    | 36.8 (98.2)                                                    | 35.3 (95.5)                                                    | 34.0 (93.2)                                                    | 32.7 (90.9)                                                    | 32.0 (89.6)                                                    | 32.5 (90.5)                                                    | 32.8 (91.0)                                                    | 32.6 (90.7)                                                    | 31.4 (88.5)                                                    | 33.5 (92.4)                                                    |
| Trung bình ngày °C (°F)                                                                                  | 24.4 (75.9)                                                    | 26.1 (79.0)                                                    | 28.2 (82.8)                                                    | 29.4 (84.9)                                                    | 28.9 (84.0)                                                    | 28.5 (83.3)                                                    | 27.8 (82.0)                                                    | 27.4 (81.3)                                                    | 27.3 (81.1)                                                    | 27.0 (80.6)                                                    | 25.9 (78.6)                                                    | 24.2 (75.6)                                                    | 27.1 (80.8)                                                    |
| Tối thiểu trung bình ngày °C (°F)                                                                        | 18.1 (64.6)                                                    | 19.5 (67.1)                                                    | 22.0 (71.6)                                                    | 24.0 (75.2)                                                    | 24.6 (76.3)                                                    | 24.6 (76.3)                                                    | 24.2 (75.6)                                                    | 24.0 (75.2)                                                    | 23.9 (75.0)                                                    | 22.8 (73.0)                                                    | 20.4 (68.7)                                                    | 18.2 (64.8)                                                    | 22.2 (72.0)                                                    |
| Thấp kỉ lục °C (°F)                                                                                      | 6.7 (44.1)                                                     | 9.8 (49.6)                                                     | 11.6 (52.9)                                                    | 19.2 (66.6)                                                    | 20.4 (68.7)                                                    | 20.9 (69.6)                                                    | 20.6 (69.1)                                                    | 20.3 (68.5)                                                    | 18.8 (65.8)                                                    | 14.0 (57.2)                                                    | 8.6 (47.5)                                                     | 5.5 (41.9)                                                     | 5.5 (41.9)                                                     |
| Lượng Giáng thủy trung bình mm (inches)                                                                  | 6.8 (0.27)                                                     | 16.3 (0.64)                                                    | 41.5 (1.63)                                                    | 63.1 (2.48)                                                    | 134.3 (5.29)                                                   | 127.7 (5.03)                                                   | 144.7 (5.70)                                                   | 204.7 (8.06)                                                   | 196.3 (7.73)                                                   | 81.8 (3.22)                                                    | 13.3 (0.52)                                                    | 6.3 (0.25)                                                     | 1.036,8 (40.82)                                                |
| Số ngày giáng thủy trung bình (≥ 1.0 mm)                                                                 | 1.0                                                            | 1.4                                                            | 3.8                                                            | 5.8                                                            | 11.3                                                           | 11.9                                                           | 13.9                                                           | 15.2                                                           | 13.5                                                           | 7.0                                                            | 1.4                                                            | 0.7                                                            | 86.9                                                           |
| Độ ẩm tương đối trung bình (%)                                                                           | 63.6                                                           | 61.5                                                           | 62.8                                                           | 66.5                                                           | 75.0                                                           | 77.8                                                           | 80.4                                                           | 82.7                                                           | 83.1                                                           | 77.3                                                           | 69.4                                                           | 64.9                                                           | 72.1                                                           |
| Số giờ nắng trung bình tháng                                                                             | 257.3                                                          | 243.0                                                          | 238.7                                                          | 204.0                                                          | 158.1                                                          | 117.0                                                          | 120.9                                                          | 58.9                                                           | 108.0                                                          | 198.4                                                          | 252.0                                                          | 275.9                                                          | 2.232,2                                                        |
| Số giờ nắng trung bình ngày                                                                              | 8.3                                                            | 8.6                                                            | 7.7                                                            | 6.8                                                            | 5.1                                                            | 3.9                                                            | 3.9                                                            | 1.9                                                            | 3.6                                                            | 6.4                                                            | 8.4                                                            | 8.9                                                            | 6.1                                                            |
| Nguồn 1: World Meteorological Organization                                                               |                                                                |                                                                |                                                                |                                                                |                                                                |                                                                |                                                                |                                                                |                                                                |                                                                |                                                                |                                                                |                                                                |
| Nguồn 2: Office of Water Management and Hydrology, Royal Irrigation Department (sun 1981–2010)(extremes) |                                                                |                                                                |                                                                |                                                                |                                                                |                                                                |                                                                |                                                                |                                                                |                                                                |                                                                |                                                                |                                                                |

## Hành chính
Huyện này được chia thành 23 phó huyện (tambon), các đơn vị này lại được chia ra thành 251 làng (muban). Lom Sak là thị xã (thesaban mueang) nằm trên toàn bộ tambon Lom Sak. Có 20 Tổ chức hành chính tambon.
| 1.  | Lom Sak      | หล่มสัก    |  |
| 2.  | Wat Pa       | วัดป่า     |  |
| 3.  | Tan Diao     | ตาลเดี่ยว  |  |
| 4.  | Fai Na Saeng | ฝายนาแซง |  |
| 5.  | Nong Sawang  | หนองสว่าง |  |
| 6.  | Nam Hia      | น้ำเฮี้ย    |  |
| 7.  | Sak Long     | สักหลง    |  |
| 8.  | Tha Ibun     | ท่าอิบุญ    |  |
| 9.  | Ban Sok      | บ้านโสก   |  |
| 10. | Ban Tio      | บ้านติ้ว    |  |
| 11. | Huai Rai     | ห้วยไร่    |  |
| 12. | Nam Ko       | น้ำก้อ     |  |
| 13. | Pak Chong    | ปากช่อง   |  |
| 14. | Nam Chun     | น้ำชุน     |  |
| 15. | Nong Khwai   | หนองไขว่  |  |
| 16. | Lan Ba       | ลานบ่า    |  |
| 17. | Bung Khla    | บุ่งคล้า    |  |
| 18. | Bung Namtao  | บุ่งน้ำเต้า  |  |
| 19. | Ban Klang    | บ้านกลาง  |  |
| 20. | Chang Talut  | ช้างตะลูด  |  |
| 21. | Ban Rai      | บ้านไร่    |  |
| 22. | Pak Duk      | ปากดุก    |  |
| 23. | Ban Wai      | บ้านหวาย  |  |